# クラーニヒシュタイン音楽賞
クラーニヒシュタイン音楽賞は、ドイツのダルムシュタットで行われる「ダルムシュタット夏季現代音楽講習会」で与えられる賞の名称。

## 経緯
当初は現代音楽の演奏家の活動を振興する目的で、1952年から演奏部門のみ開催された。
1970年代から「前衛の時代を生きた」人々の手によって審査される作曲部門も開かれ、2010年度からのシステムは、根本から変更された。

## 記録
- クラーニヒシュタイン音楽賞作曲部門 デトレフ・ミュラー＝ジーメンス （当時17歳で最年少、アビトゥーア前）
- クラーニヒシュタイン音楽賞演奏部門 ジェイムズ・クラッパトン （当時20歳で最年少、ピアノ演奏）
- クラーニヒシュタイン音楽賞作曲部門 ロビン・ホフマン（当時36歳で最年長）
- クラーニヒシュタイン音楽賞演奏部門 鈴木俊哉（当時35歳で最年長）
- シュティペンディウム賞作曲部門 ダニエル・プイグ（当時40歳で最年長）
- シュティペンディウム賞作曲部門 ホアン・アルナウ・パミエース（当時19歳で最年少）